# Tête aux Chamois
Tête aux Chamois är en bergstopp i Schweiz. Den ligger i distriktet Aigle och kantonen Vaud, i den sydvästra delen av landet, 70 km söder om huvudstaden Bern. Toppen på Tête aux Chamois är 2 524 meter över havet.